# Pyramids FC
Pyramids FC is een Egyptische voetbalclub uit Caïro. De club werd in 2008 in Assioet opgericht als Al Assiouty Sport.

## Geschiedenis
Al Assiouty Sport zag in 2008 het levenslicht in Assioet. De club bereikte in 2014 voor het eerst de Premier League nadat de promotie-playoffs won. Het debuut van Al Assiouty in de hoogste Egyptische voetbalklasse viel tegen: de club eindigde meteen voorlaatste met amper 2 overwinningen in 38 competitiewedstrijden. In het volgende seizoen won de club meteen haar poule in de Second Division, maar in de playoffs voor promotie ging het meteen onderuit tegen Al Nasr Lel Taa'den SC. Een jaar later, in 2017, slaagt de club er echter in om voor de tweede keer in de clubgeschiedenis de Premier League te bereiken. Ditmaal eindigde de club op een veilige negende plaats in het klassement.
In juni 2018 maakte voorzitter Mahmoud Al Assiouty bekend dat de club werd verkocht aan de Saoediër Turki al-Sheikh. Deze verkoop ging gepaard met enkele drastische veranderingen: Al Assiouty verhuisde van Assioet naar Caïro en heette voortaan Pyramids FC. De clubkleuren en het clublogo werden veranderd om de club meer prestige te geven (de piramide in het logo moest de club commercieel gunstiger maken), en met Hossam El-Badry (voorzitter), Ahmed Hassan (woordvoerder en manager) en Dida (keeperstrainer) werden enkele grote namen binnengehaald voor in de technische staff.
Na deze grote verwisselingen ging het hard voor Pyramids FC: de club telde in één maand tijd meer dan 30 miljoen euro neer voor nieuwe spelers, een record in het Afrikaanse voetbal. In het seizoen 2018/19 volgden spelerstransfers elkaar in snel tempo op en versleet de club tot in februari 2019 ook vier trainers. In februari 2019 verkocht Al-Sheikh de club aan investeerder Salem Saeed Al-Shamsi uit de Verenigde Arabische Emiraten.
In 2020 bereikte de club de finale van de CAF Confederation Cup, die met 0–1 werd verloren van RS Berkane.

## Bekende (oud-)spelers
- Cristian Benavente
- Mohamed El-Gabas
- Omar Gaber
- Ali Gabr
- Wilfried Kanon
- Keno
- Ribamar
- Abdallah Said
- Ahmed Said
- Dani Schahin

## Bekende trainers
- Ante Čačić
- Hossam Hassan
- Ricardo La Volpe
- Alberto Valentim